# Vierung (Heraldik)

Prinzip einer Vierung als Wappenvereinigung

Wappen von Radolfzell-Liggeringen

Die Vierung ist in der Wappenkunde (Heraldik) als Schildteilung ein besonderes Heroldsbild. Durch die einmalige Spaltung und Teilung wird der Wappenschild in vier Felder aufgeteilt, was auch als Quadrierung bekannt ist. Diese senkrechte und waagerechte Zerlegung in so genannte Plätze ist eine der möglichen Methoden der Wappenvereinigung.

## Grundlagen

Wappenvereinigung derer von Veltheim (1. und 4.) mit denen von Samptleben (2. und 3.)

Der Ursprung war eine angestrebte Wappenvereinigung. Etwa um 1230 ist sie erstmals nachweisbar in spanischen Wappen. Die Besonderheit besteht in der Farb- und Inhaltsgleichheit der Wappenfelder eins und vier, sowie zwei und drei, also in den kreuzweise gestellten Feldern wiederholen sich die Heroldsbilder und/oder gemeinen Figuren. In der Wappenbeschreibung oder Blasonierung wird mit geviert oder quadriert diese Stellung erklärt.
|  | Bei Feldern von komplexen Wappen kann jedes Feld auch einzeln angesprochen werden: Geviert von Blau und Gold. Feld 1: oder oben …, Feld 2: oder vorne …, Feld 3: oder hinten …, Feld 4: oder unten … Bei Feldern in unterschiedlichen oder komplexen Farben werden diese in die Feldbeschreibung der Einzelfelder einbezogen: Schräggeviert. 1: In Blau ein …, 2: Geschacht rot-gold …, 3: Gespalten in Silber und Schwarz …. Diese Form ist für die Blasonierung komplexer Wappen unverzichtbar. |
|  | Eine diagonale Teilung dieser Art ist eine Schrägquadrierung. Dabei wird zuerst die oberste Farbe genannt, dann die heraldisch rechte (vordere), die heraldisch linke (hintere) Farbe und zuletzt die Farbe am Schildfuß. |
|  | Die immer häufiger erfolgten Wappenvereinigungen machten eine sogenannte Wiederquadrierung erforderlich. Hier erfolgte die weitere Teilung der gevierten Felder, so dass es bald bei vielen Wappen zu Unübersichtlichkeiten führte. |

Philipp II. 1554–1558

Nebenstehendes Beispiel (Philipp II. von Spanien als Prinzgemahl der Königin Maria Tudor, I. von England 1554–1558) erläutert die Problematik komplexer Quadrierungen, denn es handelt sich nicht um einen gevierten Schild, sondern – ein Ehewappen – um einen gespaltenen.
Vorne Philipp (Linie der Spanischen Habsburger): Geteilt.
Oben Krone von Spanien – das ist: Gespalten.
Vorne Kastilien und Leon – das ist: Geviert von Kastilien (1.,4. ein Turm) und Leon (2.,3. ein Löwe)
Hinten gespalten von Aragon (gold-rot geteilt) und Sizilien – zweiteres ist: schrägegeviert Aragon (wiederholt) und Hohenstaufen (Adler)
Unten eingespitzt:  Granada (Granatapfel)
Unten Haus Habsburg-Burgund – das ist: Geviert mit Herzschild: 1. Österreich (Rot, ein Balken silber), 2. Neu-Burgund (Lilien mit Bord rot-silber), 3. Alt-Burgund (gold-blau schräg mit Bord rot), 4. Brabant (ein Löwe), aufgelegt gespalten Flandern (ein Löwe) und Tirol (ein Adler)
Hinten Maria (als Königin) – das ist: geviert von Frankreich (1.,4. drei Lilien) und England (2.,3. drei Leoparden)
Die Arten der Vereinigungen drücken deren Qualität aus: Der rechte (heraldisch, vordere) Teil ist Philips persönlicher Anspruch, oben sein Titel, unten seine Erbansprüche an die anderen Habsburger, der hintere die Erbansprüche seiner Kinder mit Maria (die es nicht gab). Kastilien und León (quadriert) sind ein vereinigtes Königreich seit dem Mittelalter (was bis heute gilt, im Kgr. Spanien aufgegangen), und quadriert Frankreich und England (Haus Plantagenet), soll die normannischen Ansprüche an die Franken besagen (nach dem Hundertjährigen Krieg, was sich nicht gehalten hat). Die Vierung des Habsburgererbes sind die wichtigsten Erblande der Dynastie gesammelt, der Herzschild zeigt die seinerzeit aktuelle Erblinie. Sizilien schräggeviert bezieht sich auf die Teilung des alten normannischen Reiches in das staufersche, dann aragonesische Sizilien, und Neapel unter Anjou, um 1380 (daher 1816 zum Königreich beider Sizilien wiedervereint). So drücken sich die aktuelle politisches Lage wie auch viele Jahrhunderte europäischer Politikgeschichte in einem Wappen und seinen Teilungen und Vereinigungen aus. Deshalb hat man den Dynastie- und Territorialwappen Namen gegeben, um die Blasonierung abzukürzen, der „Reichsadler“ (Doppeladler schwarz auf Gold) ist in Sizilien gemindert Schwarz auf Silber, der „Tiroler Adler“ ist immer Rot auf Silber, Habsburg/Österreich der „Bindenschild“, oder „Frankreich“ (seit dem Mittelalter, vorher besät nach Art der Kapetinger) immer drei goldene Lilien (2-1) auf Blau. Das macht das Lesen eines Wappens einfacher.

## Ableitungen der Vierung
Begrifflich gleich und in der Darstellung anders ist die Mittelvierung. Hier ist in einem Wappen ein quadratisches Feld mittig im Schild angeordnet (an der Herzstelle) und zeigt andere Heroldsbilder. Diese Methode ähnelt dem Herzschild.
Ist so ein Feld in die obere Schildecke (das Obereck) versetzt, wird es zum Freiviertel, das dann in der Ausformung Eigenständigkeit gewinnt und auch von der Viertelung des Schilds abweichen kann (kleine Vierung, Lichteck, Freiecke).
Auch die zusätzliche Spaltung und Teilung zu sechs Feldern gehört in dieses Heroldsbild. Dabei stimmten erstes, drittes und fünftes einerseits und zweites, viertes und sechstes Feld andererseits überein.
Dann wurde die Vierung aber auch zur einfachen Methode der Tingierung (Farbgebung) und kann auf jede Figur – Heroldsbild wie gemeine Figur – angewendet werden, also etwa ein Balken geviert von gold und schwarz.

## Beispiele

Geviert von Gold und Rot
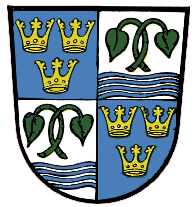
Geviert von Blau und Silber
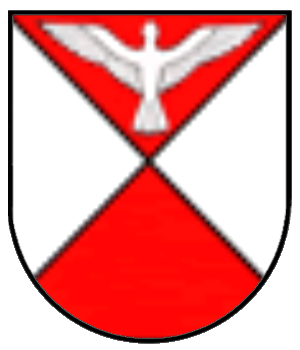
schräge Vierung mit gemeiner Figur
schräge Vierung mit komplexem Inhalt

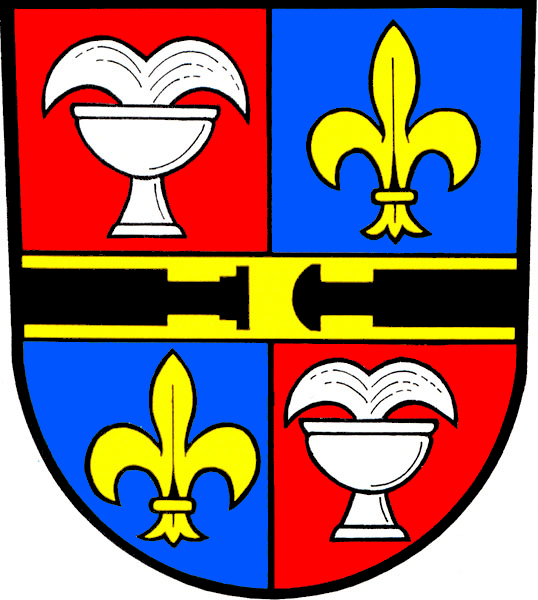
Vierung mit Balken
oben rechts eine rote Vierung (Freiviertel)
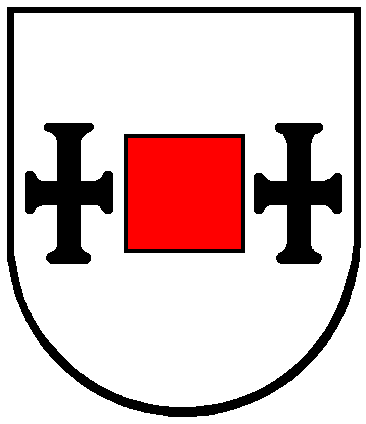
Mittelvierung
Schildhaupt silbern-schwarz geviert